# Calcimeter nach Scheibler
Calcimeter nach Scheibler (DIN 18 129) ist ein Messgerät aus Glas zur Kalkgehaltsbestimmung mittels CO2-Volumenbestimmung, mit Thermometer.